# Семейный план-2
«Семейный план-2» (англ. The Family Plan 2) — будущий американский комедийный боевик режиссёра Саймона Селлана Джонса. Сиквел фильма «Семейный план» 2023 года. Главные роли в фильме исполнили Марк Уолберг, Мишель Монаган, Зои Коллетти, Ван Кросби и Кит Харингтон. Премьера состоится на Apple TV+.

## Сюжет
Отправляясь в путешествие в Европу на Рождество, Дэн планировал идеальный отдых для своей семьи, пока его прошлое не начинает преследовать их неожиданным образом.

## В ролях
- Марк Уолберг — Дэн Морган, продавец автомобилей и бывший тайный агент
- Мишель Монаган — Джессика Морган, жена Дэна
- Зои Коллетти — Нина Морган, дочь Дэна и Джессики
- Ван Кросби — Кайл Морган, сын Дэна и Джессики, геймер по прозвищу «Kylleboi».
- Кит Харингтон
- Дэниел де Бург
- Реда Элазуар

## Производство
В октябре 2024 года стало известно, что в разработке находится продолжение фильма «Семейный план» (2023), режиссёром которого вновь станет Саймон Селлан Джонс, сценарий напишет Дэвид Коггешолл. Марк Уолберг, Мишель Монаган, Зои Коллетти и Ван Кросби повторили свои роли из первого фильма. Фильм совместного производства компаний Apple Studios и Skydance Media. В декабре к актёрскому составу фильма присоединились Кит Харингтон и Реда Элазуар.
Основные съёмки начались в январе 2025 года. Ожидается, что они продлятся до марта 2025 года.